# Дидје Барбеливијан
Дидје Барбеливијан (фр. Didier Barbelivien; Париз, 10. март 1954) француски је кантаутор. Написао је преко 2 000 композиција а најпознатији је као комозитор песама за Евровизију. Познат је као комозитор највећих хитова певача попут Далиде, Мишела Сардуа, Џонија Алидеја, Мишела Тора, Патрисије Кас, Гаруа, итд.
Током деведесетих, испробао се и као певач где је песмом „Свим девојкама” (фр. A toutes les filles), био на листи топ 50 најслушајних песама у Француској.

## Дискографија

### Албуми
- 1980: Elle
- 1982: Elsa
- 1985: C'est de quel côté la mer?
- 1987: Peut-être toi, peut-être une autre
- 1989: Des mots d'émotion
- 1995: Que l'amour
- 1997: Yesterday les Beatles
- 2001: Chanteur français (FR #130)
- 2003: Léo
- 2005: Envoie les clowns (FR #56)
- 2007: État des lieux: J'écrivais des chansons (FR #96)
- 2009: Atelier d'artistes (FR #8)
- 2011: Mes préférences (FR #4)
- 2013: Dédicacé (FR #27)
- 2016: Amours de moi (FR #84)
- 1991: Nos amours cassées
- 1992: Vendée 93
- 1994: Quitter l'autoroute

### Песме
- 1990: "À toutes les filles..." (Фр #1)
- 1990: "Il faut laisser le temps au temps" (Фр #1)
- 1991: "E vado via" (Фр #5)
- 1991: "Nos amours cassées" (Фр #20)
- 1992: "Les mariés de Vendée" (Фр #2)
- 1993: "Quitter l'autoroute" (Фр #32)
- 1993: "Puy du fou" (Фр #39)